# U-17-Fußball-Europameisterschaft 2018
Die Endrunde der 36. U-17-Fußball-Europameisterschaft fand vom 4. bis zum 20. Mai 2018 in England statt. England wurde neben dem Ausrichter für 2017 auf der Sitzung des UEFA-Exekutivkomitee am 26. Januar 2015 ausgewählt.

## Qualifikation

### Erste Runde
Die erste Qualifikationsrunde, an der außer Gastgeber England sowie Deutschland und Portugal alle Bewerber teilnahmen, wurde am 13. Dezember 2016 ausgelost. Deutschland und Portugal erhielten als bestplatzierte Mannschaften im Koeffizienten-Ranking vorab ein Freilos für die Eliterunde. Die übrigen 52 Mannschaften spielten in 13 Gruppen mit je vier Mannschaften. Die Gruppenersten und -zweiten sowie die vier besten Gruppendritten qualifizierten sich für die Eliterunde. Die Qualifikation startete am 27. September 2017. Die Partien jeder Gruppe wurden als Mini-Turnier in einem Gastgeberland aus der jeweiligen Gruppe gespielt.
Österreich traf in Gruppe 10 auf Rumänien, Litauen und Luxemburg. Mit drei Siegen aus drei Spielen qualifizierte man sich als Gruppenerster für die Eliterunde. Die Schweiz traf in Gruppe 1 auf Belgien, Nordirland und Malta. Mit zwei Siegen gegen Nordirland (5:0) und Malta (1:0), sowie einer Niederlage gegen Belgien (0:2), qualifizierten die Eidgenossen sich als Gruppenzweiter für die Eliterunde.

### Eliterunde
In der Eliterunde wurden die verbleibenden Mannschaften in acht Gruppen mit je vier Mannschaften gelost. Die Auslosung der Gruppen fand am 6. Dezember 2017 in Nyon statt. Jede Gruppe spielte ein Mini-Turnier in einem Land aus. Die acht Gruppensieger sowie die sieben besten zweitplatzierten Mannschaften qualifizierten sich für die Endrunde. Die Eliterunde fand vom 7. bis zum 28. März 2018 statt.
Die Auslosung ergab folgende Gruppen (Reihenfolge nach Endplatzierung, grün unterlegte Mannschaften waren für die Endrunde qualifiziert):
| Gruppe 1     | Gruppe 2   | Gruppe 3       | Gruppe 4   | Gruppe 5      | Gruppe 6                | Gruppe 7  | Gruppe 8       |
| ------------ | ---------- | -------------- | ---------- | ------------- | ----------------------- | --------- | -------------- |
| Serbien      | Schweden   | Irland         | Schweiz    | Niederlande 1 | Bosnien und Herzegowina | Slowenien | Norwegen       |
| Spanien      | Belgien    | Georgien       | Portugal 1 | Italien       | Dänemark                | Israel    | Deutschland    |
| Ukraine      | Zypern     | Polen 1        | Finnland   | Türkei        | Frankreich              | Ungarn 1  | Griechenland 1 |
| Tschechien 1 | Kroatien 1 | Nordmazedonien | Slowakei   | Island        | Österreich 1            | Rumänien  | Schottland     |

Die deutsche Auswahl von Trainer Michael Prus spielte in Gruppe acht gegen Norwegen, Griechenland und Schottland. Nach dem Mini-Turnier belegte man nach einem Sieg, einer Niederlage und einem Unentschieden den zweiten Tabellenplatz. Als bester Gruppenzweiter qualifizierten sich die Deutschen dennoch für die Endrunde in England. Die Mannschaft der Schweiz spielte in Gruppe 4 gegen Portugal, Finnland und die Slowakei. Mit Siegen gegen Finnland (2:1) und die Slowakei (4:2) und einem Unentschieden gegen Portugal (1:1) belegten die Schweizer am Ende Rang eins und qualifizierten sich somit direkt für die Endrunde. Die Mannschaft Österreichs spielte in Gruppe 6 gegen Bosnien-Herzegowina, Dänemark und Frankreich. Mit einem torlosen Remis gegen Frankreich sowie zwei Niederlagen gegen Dänemark (0:1) und Bosnien-Herzegowina (1:3) belegte man am Ende Platz vier in der Gruppe und verpasste die Qualifikation für die Endrunde.

## Teilnehmer
| - England (Gastgeber) - Serbien (Sieger Gruppe 1) - Spanien (Zweiter Gruppe 1) - Schweden (Sieger Gruppe 2) - Belgien (Zweiter Gruppe 2) - Irland (Sieger Gruppe 3) - Schweiz (Sieger Gruppe 4) - Portugal (Zweiter Gruppe 4) | - Niederlande (Sieger Gruppe 5) - Italien (Zweiter Gruppe 5) - Bosnien und Herzegowina (Sieger Gruppe 6) - Dänemark (Zweiter Gruppe 6) - Slowenien (Sieger Gruppe 7) - Israel (Zweiter Gruppe 7) - Norwegen (Sieger Gruppe 8) - Deutschland (Zweiter Gruppe 8) |

## Austragungsorte
Die Spiele der Endrunde fanden in sechs Stadien in fünf Städten statt.
| Stadt             | Stadion                         | Kapazität     |
| ----------------- | ------------------------------- | ------------- |
| Burton-upon-Trent | Burton Albion Stadium           | 06.900 Plätze |
| Burton-upon-Trent | St. George’s Park Stadium       | 0500 Plätze   |
| Chesterfield      | Chesterfield FC Stadium         | 10.335 Plätze |
| Loughborough      | Loughborough University Stadium | 03.400 Plätze |
| Rotherham         | Rotherham FC Stadium            | 12.800 Plätze |
| Walsall           | Walsall FC Stadium              | 11.000 Plätze |

## Vorrunde

### Auslosung
Die Auslosung der Gruppen fand am 5. April 2018 in Burton-upon-Trent statt. Gastgeber England war als Kopf der Gruppe A gesetzt, die restlichen 15 Mannschaften wurden gemäß ihrer Ergebnisse aus der Eliterunde in zwei Lostöpfe aufgeteilt. In Topf 1 befanden sich die sieben besten Gruppensieger der Eliterunde, diese wurden an die Positionen 1 und 2 der Gruppen gelost, in Topf 2 befanden sich die restlichen acht Mannschaften (der verbleibende Gruppensieger sowie die sieben besten Gruppenzweiten), diese wurden an die Positionen 3 und 4 der Gruppen gelost.

### Modus
Die Vorrunde wird in vier Gruppen mit jeweils vier Mannschaften ausgetragen. Die Gruppensieger und Zweitplatzierten qualifizieren sich für das Viertelfinale.
Wenn zwei oder mehr Mannschaften derselben Gruppe nach Abschluss der Gruppenspiele die gleiche Anzahl Punkte aufweisen, wird die Platzierung nach folgenden Kriterien in dieser Reihenfolge ermittelt:
a. höhere Punktzahl aus den Direktbegegnungen der betreffenden Mannschaften;
b. bessere Tordifferenz aus den Direktbegegnungen der betreffenden Mannschaften;
c. größere Anzahl erzielter Tore aus den Direktbegegnungen der betreffenden Mannschaften;
d. wenn nach der Anwendung der Kriterien a) bis c) immer noch mehrere Mannschaften denselben Platz belegen, werden die Kriterien a) bis c) erneut angewendet, jedoch ausschließlich auf die Direktbegegnungen der betreffenden Mannschaften, um deren definitive Platzierung zu bestimmen. Führt dieses Vorgehen keine Entscheidung herbei, werden die Kriterien e) bis h) angewendet;
e. bessere Tordifferenz aus allen Gruppenspielen;
f. größere Anzahl erzielter Tore aus allen Gruppenspielen;
g. geringere Gesamtzahl an Strafpunkten auf der Grundlage der in allen Gruppenspielen erhaltenen gelben und roten Karten (rote Karte = 3 Punkte, gelbe Karte = 1 Punkt, Platzverweis nach zwei gelben Karten in einem Spiel = 3 Punkte);
h. bessere Platzierung in der für die Auslosung der Qualifikationsrunde verwendeten Koeffizientenrangliste;
i. Losentscheid.
Treffen zwei Mannschaften im letzten Gruppenspiel aufeinander, die dieselbe Anzahl Punkte sowie die gleiche Tordifferenz und gleiche Anzahl Tore aufweisen, und endet das betreffende Spiel unentschieden, wird die endgültige Platzierung der beiden Mannschaften durch Elfmeterschießen ermittelt, vorausgesetzt, dass keine andere Mannschaft derselben Gruppe nach Abschluss aller Gruppenspiele dieselbe Anzahl Punkte aufweist. Haben mehr als zwei Mannschaften dieselbe Anzahl Punkte, finden die oberen Kriterien Anwendung.

### Gruppe A
| Pl. | Land    | Sp. | S | U | N | Tore    | Diff. | Punkte |
| --- | ------- | --- | - | - | - | ------- | ----- | ------ |
| 1.  | Italien | 3   | 2 | 0 | 1 | 005:200 | +3    | 06     |
| 2.  | England | 3   | 2 | 0 | 1 | 004:300 | +1    | 06     |
| 3.  | Schweiz | 3   | 2 | 0 | 1 | 004:200 | +2    | 06     |
| 4.  | Israel  | 3   | 0 | 0 | 3 | 001:700 | −6    | 0      |

|                                                |   |         |           |
| 4. Mai 2018 um 13:00 Uhr in Burton-upon-Trent  |   |         |           |
| Italien                                        | – | Schweiz | 2:0 (1:0) |
| 4. Mai 2018 um 19:00 Uhr in Chesterfield       |   |         |           |
| England                                        | – | Israel  | 2:1 (1:1) |
| 7. Mai 2018 um 12:30 Uhr in Burton-upon-Trent  |   |         |           |
| Schweiz                                        | – | Israel  | 3:0 (2:0) |
| 7. Mai 2018 um 15:00 Uhr in Walsall            |   |         |           |
| England                                        | – | Italien | 2:1 (0:1) |
| 10. Mai 2018 um 19:00 Uhr in Rotherham         |   |         |           |
| Schweiz                                        | – | England | 1:0 (1:0) |
| 10. Mai 2018 um 19:00 Uhr in Burton-upon-Trent |   |         |           |
| Israel                                         | – | Italien | 0:2 (0:2) |

### Gruppe B
| Pl. | Land      | Sp. | S | U | N | Tore    | Diff. | Punkte |
| --- | --------- | --- | - | - | - | ------- | ----- | ------ |
| 1.  | Norwegen  | 3   | 2 | 1 | 0 | 004:100 | +3    | 07     |
| 2.  | Schweden  | 3   | 2 | 0 | 1 | 004:200 | +2    | 06     |
| 3.  | Portugal  | 3   | 1 | 1 | 1 | 004:100 | +3    | 04     |
| 4.  | Slowenien | 3   | 0 | 0 | 3 | 000:800 | −8    | 0      |

|                                                |   |           |           |
| 4. Mai 2018 um 13:00 Uhr in Walsall            |   |           |           |
| Portugal                                       | – | Norwegen  | 0:0       |
| 4. Mai 2018 um 19:00 Uhr in Burton-upon-Trent  |   |           |           |
| Slowenien                                      | – | Schweden  | 0:2 (0:2) |
| 7. Mai 2018 um 12:30 Uhr in Burton-upon-Trent  |   |           |           |
| Norwegen                                       | – | Schweden  | 2:1 (1:1) |
| 7. Mai 2018 um 15:00 Uhr in Chesterfield       |   |           |           |
| Slowenien                                      | – | Portugal  | 0:4 (0:2) |
| 10. Mai 2018 um 13:00 Uhr in Loughborough      |   |           |           |
| Norwegen                                       | – | Slowenien | 2:0 (2:0) |
| 10. Mai 2018 um 13:00 Uhr in Burton-upon-Trent |   |           |           |
| Schweden                                       | – | Portugal  | 1:0 (1:0) |

### Gruppe C
| Pl. | Land                    | Sp. | S | U | N | Tore    | Diff. | Punkte |
| --- | ----------------------- | --- | - | - | - | ------- | ----- | ------ |
| 1.  | Belgien                 | 3   | 3 | 0 | 0 | 007:000 | +7    | 09     |
| 2.  | Irland                  | 3   | 2 | 0 | 1 | 003:200 | +1    | 06     |
| 3.  | Bosnien und Herzegowina | 3   | 1 | 0 | 2 | 003:800 | −5    | 03     |
| 4.  | Dänemark                | 3   | 0 | 0 | 3 | 002:500 | −3    | 0      |

|                                                |   |                     |           |
| 5. Mai 2018 um 12:30 Uhr in Loughborough       |   |                     |           |
| Dänemark                                       | – | Bosnien-Herzegowina | 2:3 (1:0) |
| 5. Mai 2018 um 17:45 Uhr in Loughborough       |   |                     |           |
| Irland                                         | – | Belgien             | 0:2 (0:1) |
| 8. Mai 2018 um 13:00 Uhr in Burton-upon-Trent  |   |                     |           |
| Irland                                         | – | Dänemark            | 1:0 (1:0) |
| 8. Mai 2018 um 19:00 Uhr in Rotherham          |   |                     |           |
| Bosnien-Herzegowina                            | – | Belgien             | 0:4 (0:2) |
| 11. Mai 2018 um 13:00 Uhr in Burton-upon-Trent |   |                     |           |
| Bosnien-Herzegowina                            | – | Irland              | 0:2 (0:0) |
| 11. Mai 2018 um 13:00 Uhr in Chesterfield      |   |                     |           |
| Belgien                                        | – | Dänemark            | 1:0 (1:0) |

### Gruppe D
| Pl. | Land        | Sp. | S | U | N | Tore    | Diff. | Punkte |
| --- | ----------- | --- | - | - | - | ------- | ----- | ------ |
| 1.  | Niederlande | 3   | 3 | 0 | 0 | 007:000 | +7    | 09     |
| 2.  | Spanien     | 3   | 2 | 0 | 1 | 006:300 | +3    | 06     |
| 3.  | Deutschland | 3   | 1 | 0 | 2 | 004:800 | −4    | 03     |
| 4.  | Serbien     | 3   | 0 | 0 | 3 | 000:600 | −6    | 0      |

|                                               |   |             |           |
| 5. Mai 2018 um 15:00 Uhr in Walsall           |   |             |           |
| Deutschland                                   | – | Niederlande | 0:3 (0:2) |
| 5. Mai 2018 um 17:45 Uhr in Burton-upon-Trent |   |             |           |
| Serbien                                       | – | Spanien     | 0:1 (0:0) |
| 8. Mai 2018 um 13:00 Uhr in Loughborough      |   |             |           |
| Serbien                                       | – | Deutschland | 0:3 (0:3) |
| 8. Mai 2018 um 19:00 Uhr in Burton-upon-Trent |   |             |           |
| Niederlande                                   | – | Spanien     | 2:0 (1:0) |
| 11. Mai 2018 um 19:00 Uhr in Loughborough     |   |             |           |
| Niederlande                                   | – | Serbien     | 2:0 (1:0) |
| 11. Mai 2018 um 19:00 Uhr in Walsall          |   |             |           |
| Spanien                                       | – | Deutschland | 5:1 (2:0) |

## Finalrunde

### Modus
Endete eine Viertel- oder Halbfinalbegegnung oder das Endspiel nach Ablauf der regulären Spielzeit ohne Sieger, wurde dieser durch ein Elfmeterschießen ermittelt.

### Übersicht
|  | Viertelfinale | Viertelfinale |         |         | Halbfinale | Halbfinale |  |  | Finale | Finale |
|  |               |               |         |         |            |            |  |  |        |        |
|  | Italien       | 1             |         |         |            |            |  |  |        |        |
|  | Schweden      | 0             |         |         |            |            |  |  |        |        |
|  | Schweden      | 0             | Italien | 2       |            |            |  |  |        |        |
|  |               |               | Italien | 2       |            |            |  |  |        |        |
|  |               | Belgien       | 1       |         |            |            |  |  |        |        |
|  | Belgien       | Belgien       | 1       | 2       |            |            |  |  |        |        |
|  | Belgien       |               |         | 2       |            |            |  |  |        |        |
|  | Spanien       | 1             |         |         |            |            |  |  |        |        |
|  |               |               | Italien | 2 (1)   |            |            |  |  |        |        |
|  |               | Niederlande   | 02 (4)E |         |            |            |  |  |        |        |
|  | Norwegen      | 0             |         |         |            |            |  |  |        |        |
|  | England       | 2             |         |         |            |            |  |  |        |        |
|  | England       | 2             | England | 0 (5)   |            |            |  |  |        |        |
|  |               |               | England | 0 (5)   |            |            |  |  |        |        |
|  |               | Niederlande   | 0 (6)E  |         |            |            |  |  |        |        |
|  | Niederlande   | Niederlande   | 0 (6)E  | 01 (5)E |            |            |  |  |        |        |
|  | Niederlande   |               |         | 01 (5)E |            |            |  |  |        |        |
|  | Irland        | 1 (4)         |         |         |            |            |  |  |        |        |

E Sieg im Elfmeterschießen

### Viertelfinale
|                                                |   |          |                      |
| 13. Mai 2018 um 14:00 Uhr in Rotherham         |   |          |                      |
| Italien                                        | – | Schweden | 1:0 (1:0)            |
| 13. Mai 2018 um 18:00 Uhr in Burton-upon-Trent |   |          |                      |
| Norwegen                                       | – | England  | 0:2 (0:1)            |
| 14. Mai 2018 um 13:00 Uhr in Walsall           |   |          |                      |
| Belgien                                        | – | Spanien  | 2:1 (0:0)            |
| 14. Mai 2018 um 19:00 Uhr in Chesterfield      |   |          |                      |
| Niederlande                                    | – | Irland   | 1:1 (0:0), 5:4 i. E. |

### Halbfinale
|                                           |   |             |                |
| 17. Mai 2018 um 13:00 Uhr in Rotherham    |   |             |                |
| Italien                                   | – | Belgien     | 2:1 (1:0)      |
| 17. Mai 2018 um 19:00 Uhr in Chesterfield |   |             |                |
| England                                   | – | Niederlande | 0:0, 5:6 i. E. |

### Finale
| Italien                                                       | Italien | Niederlande | Niederlande |
| ------------------------------------------------------------- | --- | --- | ----------- |
| Italien                                                       | \| Finale \| \| 20. Mai 2018 um 18:15 Uhr in Rotherham (Rotherham FC Stadium) \| \| Ergebnis: 2:2 (0:0), 1:4 i. E. \| \| Schiedsrichter: Halil Umut Meler ( Türkei) \| \| Spielbericht \|                                                                                | \| Finale \| \| 20. Mai 2018 um 18:15 Uhr in Rotherham (Rotherham FC Stadium) \| \| Ergebnis: 2:2 (0:0), 1:4 i. E. \| \| Schiedsrichter: Halil Umut Meler ( Türkei) \| \| Spielbericht \|                                                                                    | Niederlande |
| Italien                                                       | Alessandro Russo – Alberto Barazzetta, Giorgio Brogni, Nicolò Armini, Paolo Gozzi – Giuseppe Leone (55. Nicolò Fagioli), Samuele Ricci (79. Nicolò Rovella), Manu Emmanuel Gyabuaa, Alessio Riccardi , Jean Freddi Greco – Edoardo Vergani Cheftrainer: Carmine Nunziata | Joey Koorevaar – Liam van Gelderen, Ramon Hendriks, Christopher Mamengi, Jurriën Timber – Wouter Burger, Ryan Gravenberch (69. Brian Brobbey), Quinten Timber – Daishawn Redan , Mohamed Ihattaren, Elayis Tavşan (64. Crysencio Summerville) Cheftrainer: Kees van Wonderen | Niederlande |
| Italien                                                       | 1:1 Samuele Ricci (61.) 2:1 Alessio Riccardi (63.) | 0:1 Jurriën Timber (46.) 2:2 Brian Brobbey (74.) | Niederlande |
| Italien                                                       | Elfmeterschießen | | Niederlande |
| Italien                                                       | 0:1 Nicolò Armini 0:2 Edoardo Vergani 1:3 Jean Freddi Greco | 0:1 Wouter Burger 0:2 Mohamed Ihattaren 0:3 Jurriën Timber 1:4 Ramon Hendriks | Niederlande |
| Italien                                                       | Leone (28.), Ricci (53.), Gyabuaa (58.) | Hendriks (80.+2') | Niederlande |
| Finale                                                        | | |             |
| 20. Mai 2018 um 18:15 Uhr in Rotherham (Rotherham FC Stadium) | | |             |
| Ergebnis: 2:2 (0:0), 1:4 i. E.                                | | |             |
| Schiedsrichter: Halil Umut Meler ( Türkei)                    | | |             |
| Spielbericht                                                  | | |             |

## Schiedsrichter
Schiedsrichter
- Tihomir Pejin
- Zbynek Proske
- Juri Frischer
- Robert Harvey
- Vilhjálmur Alvar Thórarinsson
- Dennis Higler
- Horațiu Feșnic
- Halil Umut Meler

Schiedsrichterassistenten
- Robert Steinacher
- Rza Mammadov
- Georgi Doynov
- Dan Petur Pauli Højgaard
- Levan Todria
- Chasan Koula
- Péter Kóbor
- Yuriy Tikhonyuk
- Vytis Snarskis
- Vladislav Lifciu
- Douglas Potter
- Volodymyr Vysotskyi

Vierte Offizielle
- Robert Hennessy
- Keith Kennedy
- Tim Marshall
- Bryn Markham-Jones

## Beste Torschützen
Nachfolgend aufgelistet sind die besten Torschützen der Endrunde.
| Rang | Spieler         | Tore |
| ---- | --------------- | ---- |
| 1    | Yorbe Vertessen | 4    |
|      | Edoardo Vergani | 4    |
| 3    | Daishawn Redan  | 3    |
|      | Brian Brobbey   | 3    |
|      | Troy Parott     | 3    |
|      | Felix Mambimbi  | 3    |

Hinzu kommen 10 Spieler mit je zwei Toren und 30 Spieler mit je einem Tor sowie 3 Eigentore.